# Kataklase
Kataklase of cataclase (van het Griekse κατάκλασις, katáklasis = verbrokkelen) is in de geologie een verzamelnaam voor deformatieprocessen in gesteenten op de overgang tussen de brosse en plastische deformatieregimes, diep in de korst. 
Een gesteente dat sporen van kataklase draagt wordt een cataclasiet genoemd. Individuele kristallen in een dergelijk gesteente kunnen zowel sporen van brosse deformatie (microschaal-breuken in kristallen, verbrecciatie) als plastische deformatie (zoals een preferente groeirichting van mineralen) vertonen.